# 秋草鶴次
秋草 鶴次（あきくさ つるじ、昭和2年（1927年） - 平成30年（2018年）3月30日）は、元大日本帝国海軍軍人。最終階級は海軍一等兵曹（通信兵）。
全国各地で自身の戦争体験を伝える講演活動を行っている。
2018年3月30日午前0時7分、老衰のため栃木県足利市の病院で死去。90歳没。

## 略歴
- 1927年 - 群馬県山田郡（現：栃木県足利市）に誕生。
- 1942年9月1日 - 横須賀第二海兵団入団、海軍四等水兵を命じられる。
- 1942年10月31日- 海軍通信学校第６４期普通科電気練習生（通信）、海軍三等水兵を命じられる。
- 1942年11月1日 - 昭和１７年勅令第６１１号により、海軍一等水兵となる。
- 1943年7月22日 - 横須賀海軍通信学校卒業、横須賀海軍通信隊六会分遣隊勤務。
- 1943年11月1日 - 海軍上等水兵を命ぜられる。
- 1944年5月1日 - 海軍水兵長を命ぜられる。
- 1944年6月18日 - 第二南方方面派遣艦隊司令部赴任
- 1944年7月30日 - 硫黄島に派遣。
- 1945年2月19日 - 硫黄島の戦いが開戦。
- 1945年3月1日 - 同戦で手足に重傷を負ったため最後の総攻撃には参加できず、地下壕に身を寄せて傷にわく蛆や炭を食べて生き延びた。
- 1945年3月17日 - 硫黄島がアメリカ軍に占領される。
- 1945年5月11日 - 任海軍二等兵曹。
- 1945年9月1日 - 任海軍一等兵曹。
- 1946年1月7日 - 復員。
- 1946年1月9日 -　予備役編入
- 1946年 -東武鉄道に勤務。
- 2008年9月10日 - アメリカ軍の協力を得て63年ぶりに硫黄島を訪れた。

## 著書
- 2006年 - 『十七歳の硫黄島』 文藝春秋 ISBN 4-16-660544-5
- 2011年 - 『硫黄島を生き延びて』 清流出版 ISBN 978-4-86029-333-8

## テレビ出演
- 2006年8月7日 - NHKスペシャル『硫黄島 玉砕戦～生還者61年目の証言～』
- 2015年8月7日 - NHKスペシャル『憎しみはこうして激化した～戦争とプロパガンダ～』

## 参考資料
- 『十七歳の硫黄島』 秋草鶴次（著） 2006 文藝春秋